# Ethylenglycolmonopropylether
Ethylenglycolmonopropylether ist eine chemische Verbindung aus der Gruppe der Glycolether.

## Gewinnung und Darstellung
Ethylenglycolmonopropylether wird durch Reaktion von Ethylenoxid mit 1-Propanol und einem geeigneten Katalysator gewonnen. Im Jahr 2002 wurden in den USA mehr als 4500 t hergestellt.

## Verwendung
Ethylenglycolmonopropylether wird als Lösungsmittel in der Lackindustrie und in Drucktinten verwendet. Es ist heute nur noch wenigen Spezialanwendungen vorbehalten. Es wurde industriell durch andere ähnliche Lösemittel ersetzt.

## Eigenschaften
Glycolmonoalkylether verhalten sich inert gegenüber Leichtmetallen wie Aluminium oder Magnesium. Am Siedepunkt ist jedoch eine langsame oberflächliche Korrosion zu beobachten.

## Sicherheitshinweise
Die Dämpfe von Ethylenglycolmonopropylether können mit Luft ein explosionsfähiges Gemisch (Flammpunkt 51 °C, Zündtemperatur 230 °C) bilden. Die Verbindung reagiert heftig mit starken Oxidationsmitteln.